# علي الليثي
علي بن حسن بن علي الليثي (1830 - 25 يناير 1896) شاعر مصري. ولد في حي بولاق بالقاهرة. مات والده وهو صغير. تعلم في الأزهر، ثم ارتحل إلى طرابلس الغرب ودرس على شيوخها. كان أحد ندماء الخديوي إسماعيل وابنه توفيق، ورافقه في معظم أسفاره. نظم كثيرًا من الشعر معظمه في مدحه. وكان له اتصالات مع شعراء عصره. وله ديوان شعر مخطوط، وكتاب صغير عن رحلته إلى النمسا سنة 1875. توفي مريضًا عن 66 عامًا.

## سيرته
هو علي بن حسن ذكر الله بن علي الليثي، ويقال أن نسبه ينتهي إلى الليث بن سعد. ولد سنة 1246 هـ / 1830 م وقيل 1261 هـ في حي بولاق بالقاهرة عاصمة إيالة مصر العثمانية. توفي والده وهو صغير، وبعد وفاته أقامت والدته في مسجد الإمام الليثي، ونشأ وتربى به. ثم التحق بالأزهر وتلقى علومه العربية والفقهية على مذهب المالكي، ثم تركه إلى فقه الشافعي. سافر إلى طرابلس الغرب، وأخذ عن محمد بن علي السنوسي، والقوصي الكبير، ثم عاد إلى وطنه.

اتصل بالخديوي إسماعيل وابنه توفيق، وكان شاعرهما الخاص، ونديمهما، ورافق خديوي إسماعيل في بعض أسفاره، وزار مدينية فيينا سنة 1875.

اشتغل بجمع الكتب وكانت له ندوة علمية أدبية‌ في عزبته شرقي أطفيح، وكان أدباء مصر يقصدونه، فينزلهم على الرحب، وقد يقيم الزائر عنده شهرًا، وهو يؤنسه بكتب الأدبية والعلمية في مكتبة الخاصة. وكانت مكتبته تحوي كثيرًا من المخطوطات، اجتمعت له بالإهداء والشراء والاستنساخ، وعرفه تجار الكتب والورّاقون فخصّوه بكل نفيس من الكتب المخطوطة والمطبوعة. وكانت تحتوي على نوادر المخطوطات العربية التي لم تطبع بعد، ومطبوعات المطبعة الأميرية، وبعد وفاته بقيت محبوسة لا ينتفع بها إلى أن بيعت إلى أحد تجار الكتب بالقاهرة سنة 1960.

حين اندلعت الثورة العرابية سنة 1881 انضم إليها، وانقطع عن الخديوي توفيق، ولكن هزيمة عرابي، ودخول بريطانيا لمصر أعاداه إلى توفيق بقصيدة اعتذارية.

توفي علي الليثي يوم 11 شعبان 1313/ 25 يناير 1896 في القاهرة عاصمة الخديوية المصرية، ودُفِن في قرافة الإمام الشافعي، وشارك في جنازته شيخ الأزهر، ورياض باشا، والأعيان والوجهاء.

## أدبه
يعد من أعلام الشعر المصري في عصره، «وقد استطاع بذكائه أن يصل إلى مركز مرموق في عالم السياسة والأدب. وقد اشتهر بخفة الظل، وحضور البديهة، ولطف الفكاهة والنادرة، حتى عد من كبار أدباء الفكاهة في عصره. وكان حسن العشرة للملوك، رقيق الشعر، متوسط المنزلة بين الشعراء فيه»، وجرت بينه وبين الأدباء مراسلات أدبية علمية كثيرة. وصف بأنه كان فكهًا، دَمِث الإخلاق، حلو المعشره، وأسمر البشرة مع دكنة وكان طويل القامة. جاء عنه في معجم البابطين «ينتمي إلى مدرسة «الندمان الشعرية»، فقد كتب شعره منادمًا في مجالس الخديوي إسماعيل، ثم في مجالس ولده الخديوي توفيق. يقول عنه «العقاد»: لا نحسب أن من شعراء الجيل الماضي شاعرًا يمثل مدرسة الندمان كما يمثلها الليثي. وله الكثير من الشعر في مدح إسماعيل وتوفيق الذي يقتفي فيه أثر الأقدمين في وصف الدور والخمور والحدائق. يميل إلى الحكمة واستخلاص العبر، كما كتب في الرثاء الذي اختص به الأمراء والأميرات على عهد الخديوية في مصر. وهو شاعر سهل العبارة، طليق الخيال، طويل النفس. يلتزم عمود الشعر في بناء قصائده.»
 ومن شعره قصيدة رثاء في محمد سلطان باشا المتوفي سنة 1884:

## وصلات خارجية
- في «بوابة الشعراء»